# 메리 애닝
메리 애닝(Mary Anning , 1799년 5월 21일 - 1847년 3월 9일)은 영국의 화석 수집가이자 고생물학자다. 잉글랜드 남부 도싯주 라임 리지스에 있는 영국 해협을 마주한 절벽에서 쥐라기 해양 생물의 화석을 발견하였다. 애닝 발견은 당시 과학자들이 생각하던 고생물과 지질사에 큰 변화를 가져왔다.
애닝은 블루 라이어스 절벽에서 화석을 채집하였다. 특히 겨울철 절벽에서 사태가 나면 새롭게 화석이 드러났는데, 애닝은 화석이 바다로 휩쓸려 들어가기 전에 재빨리 수집하였다. 1833년에는 절벽이 무너지면서 그녀의 애견 트레이를 덮쳤고 애닝 자신도 죽을 고비를 넘겼다. 그녀는 최초로 어룡의 골격을 발견하고 정립하였으며, 거의 완벽한 수장룡 골격도 두 개 발견하였다. 독일로 가서 진행한 조사에서 애닝은 익룡 화석과 중요한 어류 화석을 발견하였다. 그녀는 당시 위석으로 잘못 알려졌던 분석을 발견하는데 중요한 역할을 하였다. 애닝은 또한 오징어와 같이 먹물 주머니를 가진 두족류인 벨렘나이트 화석을 발견하였고, 지질학자인 헨리 드라베시는 최초 고생물 복원도인 《두리아 안티퀴오르》(Duria Antiquior, 도싯의 고생물)를 그리면서 애닝의 화석 수집품을 기초로 삼았다. 드라베시는 그림 판매 수익을 애닝과 나누었다.
대부분 성공회를 신봉하는 젠틀맨이었던 19세기 영국 과학계는 애닝을 일원으로 여기지 않았다. 가구 장인이었던 아버지가 10세 때 병으로 세상을 떠난 이후 애닝은 가난한 가족과 함께 돈벌이에 나서야만 했다. 화석 수집가로서 애닝은 영국과 유럽, 미국에까지 널리 알려진 인물이었다. 여성이라는 이유로 런던 지질학회에 가입할 수 없었고, 그녀가 이룬 업적을 제대로 보상받지 못하였다. 사실, 그녀는 한 편지에서 이렇게 썼다. "세상은 제게 너무나 불친절합니다. 저는 그때문에 모두에게 의심스러운 사람으로 여져지고 있어요." 메리 애닝이 생전에 과학 저술에서 언급 된 것은 단 한 차례였는데, 1839년 《저널 오브 네츄럴 히스토리》는 자신들이 출간한 논문에 의문을 제기한 애닝의 서신을 실었다.
1847년 애닝이 사망한 후 그녀의 범상치 않은 생애는 급작스레 대중의 관심을 끌었다. 찰스 디킨스는 1865년 문학 잡지 《그 해 내내》(All The Year Round)에 기고한 글에서 "목수의 딸은 스스로 명성을 쌓았고 그 명성에 걸맞았다"고 추도하였다. 1908년 테리 설리번은 "그녀는 해변가의 조개껍질을 팔았지."(She sells seashells on the seashore)라는 잰말 놀이를 내놓았다. 2010년 왕립학회는 애닝의 사망 163년만에 역사상 가장 영향력있는 여성 과학자 가운데 한 사람으로 그녀를 꼽았다.

## 유년기

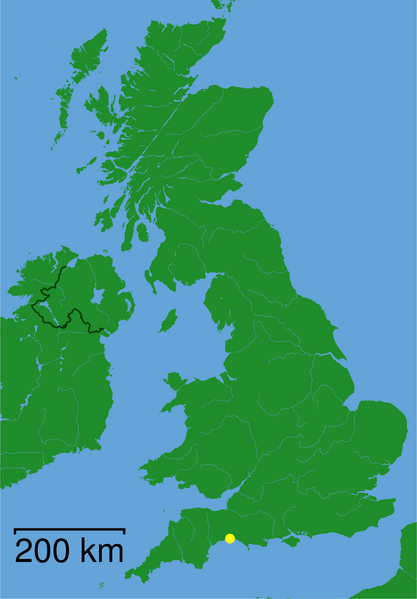
도싯주 라임 리지스의 위치
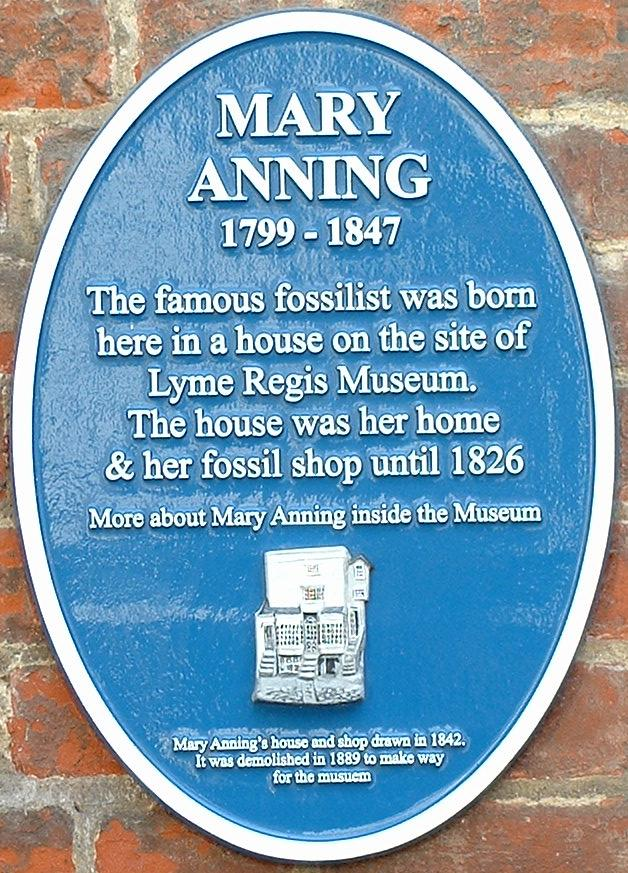
메리 애닝의 생가이자 첫 화석 상점이었던 건물의 블루 프래그. 오늘날에는 라임 리지스 박물관으로 사용되고 있다.
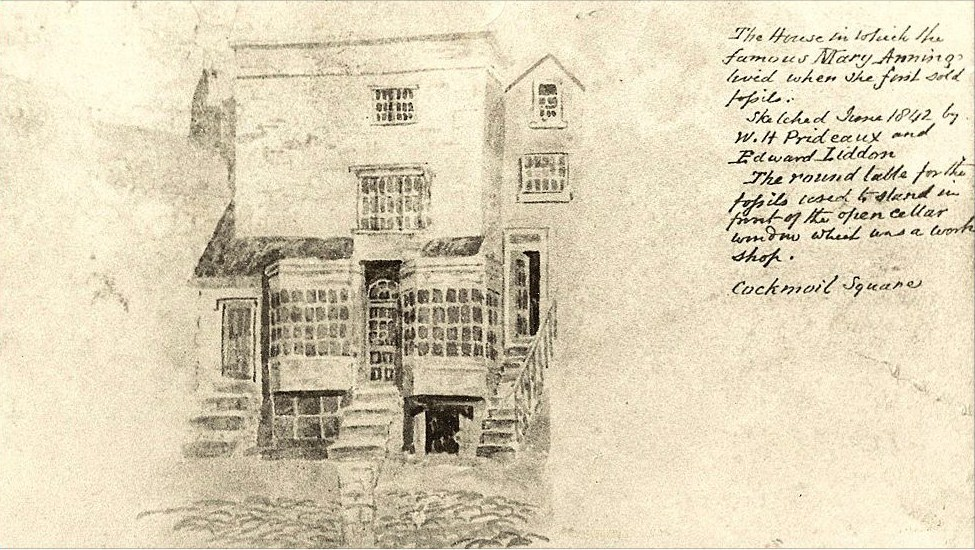
1842년 그려진 애닝의 집.

애닝은 잉글랜드 도싯주의 라임 리지스에서 태어났다. 아버지 리처드 애닝은 가구 장인이었고 그 역시 부업으로 해안 절벽의 화석을 관광객들에게 팔았다. 어머니 메리 무어는 몰리라는 애칭으로 불렸는데 1793년 8월 8일 리처드와 북도싯의 블랜드포드 포럼에서 결혼하였다. 부부는 결혼후 라임 리지스의 다리 옆에 집을 짓고 살았다. 부부는 성공회를 신봉하지 않는 이른바 비국교도로 회중 교회의 신자였다. 메리 애닝의 전기를 쓴 셜리 엠링은 애닝의 집이 바닷가에 인접해 있었기 때문에 겨울철 폭풍이 몰아치면 절벽에서 떨어진 화석이 문 앞이나 창문가에 떨어져 있는 경우도 있었다고 쓰고 있다.
리처드와 몰리 사이엔 열명의 아이가 있었고, 1794년 부부사이에 첫 딸이 태어났다. 부부는 첫 딸의 이름을 메리라고 지었다. 쌍둥이였지만 함께 출산한 아아는 곧 죽고 말았다. 그 이후 태어난 아이들도 몇 년을 넘기지 못하고 병에 걸려 사망하였다. 1796년 태어난 조지프와 1799년 다섯째로 태어난 메리만이 어린 시절을 무사히 넘기고 성인이 되었다. 둘 역시 집에 불이나 죽을 고비를 넘기기도 하였다. 당시 영국에서 영아가 5살을 넘기지 못하고 죽는 것은 매우 흔한 일이었다.
메리 애닝은 회중 교회가 운영하는 일요 학교에서 읽고 쓰기를 배웠다. 이는 당시 영국 성공회와 당리 회중 교회가 빈민에 대한 교육을 중요하게 여겼기 때문이다. 그녀가 소중히 간직한 것들 가운데 하나는 《비국교도의 신학 잡지》 합본이었는데, 그 책에는 가족의 담임 목사인 제임스 휘튼이 쓴 두 편의 논고가 실려 있었다. 하나는 "6일만에 세상을 창조하신 하나님"에 대한 것이었고, 다른 하나는 비국교도들에게 새로운 지질학 연구를 촉구하는 글이었다.

## 화석 판매

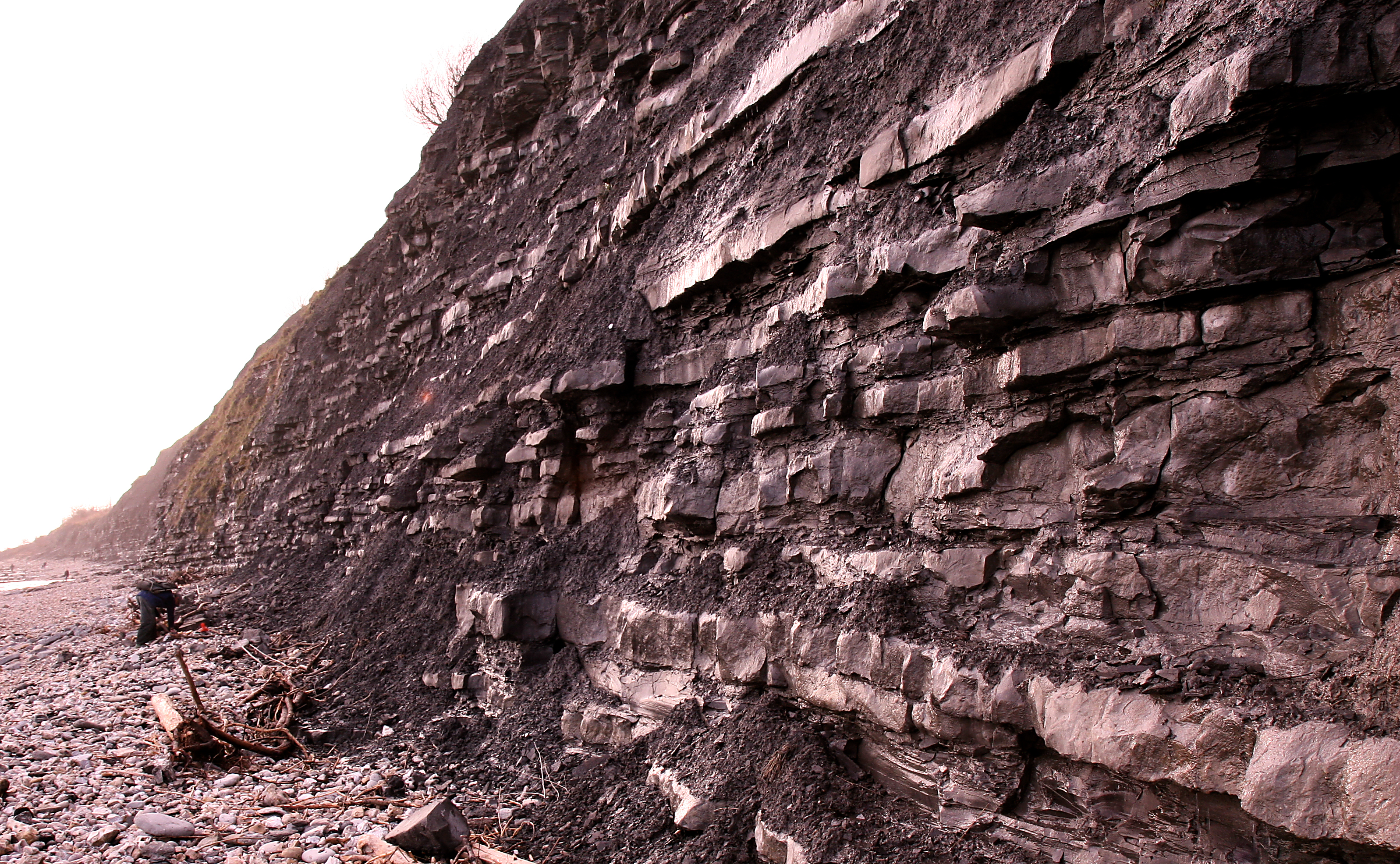
라임 리지스의 블루 라이어스 절벽
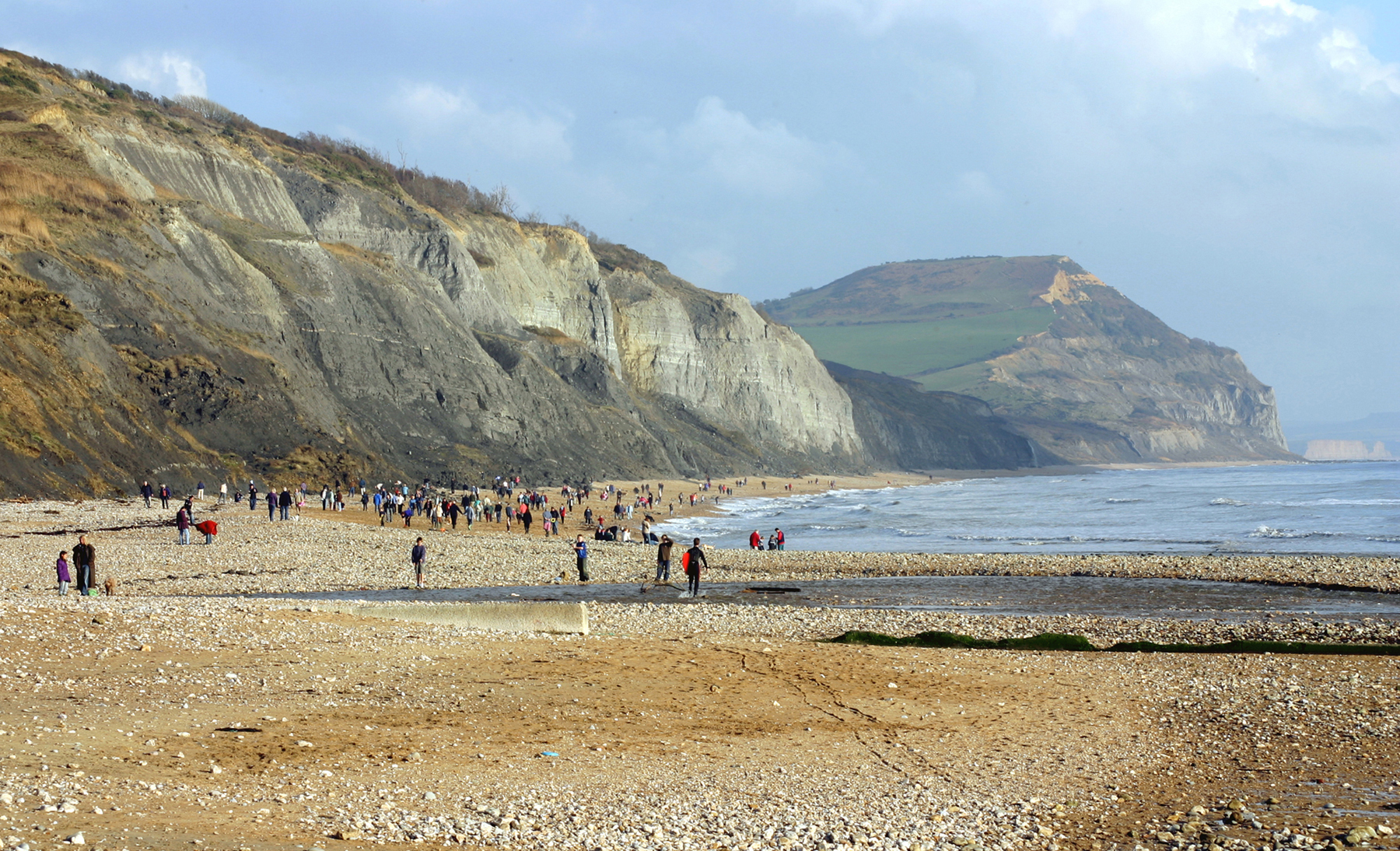
도싯 주 차무스의 쥐라기 해안

18세기 후반 라임 리지스는 세간에 널리 알려진 곳이었다. 특히 1792년 프랑스 혁명 전쟁으로 유럽 본토의 위험이 잉글랜드 젠트리에게 전달되자 부유층과 중산층이 이 지역을 방문하는 일이 잦아졌다. 메리 애닝 이전에도 이 지역 사람들은 방문객들에게 "큐리오"( Curio, 작은 보석이나 골동품을 일컫던 낱말)라며 화석을 팔았다. 이들은 암모나이트는 "뱀돌", 벨렘나이트는 "악마의 손가락"이라고 불렀고, 여러 고생물의 척추뼈들도 "등뼈돌"이라 부르며 팔았다. 18세기 후반에서 19세기 초반까지 화석 수집은 꽤나 유행을 탔다. 첫 유행이 시들해 진 뒤에도 지질학자와 생물학자들은 연구를 위해 화석을 찾았다.
라임 리지스의 해안 단구는 화석의 주요 산지였으며 지질학계에 블루 라이어스로 알려졌다. 석회암과 셰일이 포개어져 있는 지층들은 지질학적으로는 쥐라기에 형성된 것으로 영국에서 화석이 가장 많이 발견되는 지층이기도 하다.T 절벽은 불안정하여 겨울철 폭풍우가 몰아치면 간간히 사태가 일어나고 무너진 암석들 속에서 화석이 발견된다.
메리와 조지프의 아버지 리처드는 부수입을 위해 둘을 데리고 화석 사냥을 나서곤 하였다. 수집한 화석을 집 앞 탁자에 전시하고 여행자들에게 팔았다. 프랑스 혁명 전쟁 기간은 영국의 빈민층에게 매우 어려운 시기였다. 나폴레옹 전쟁 시기엔 식량이 부족하여 1792년에서 1812년 사이 밀의 가격은 3배로 뛰었다. 그러나 노동자 계급의 수입은 큰 변화가 없었기 때문에 뛰어오른 빵 값 때문에 강도짓을 하는 사람이 늘었고 간간히 폭동도 있었다. 이때 리처드는 식량 부족에 항의하는 조직에 관여하게 되었다.
더욱이 애닝 일가는 비국교도여서 이른바 잉글랜드 성교회가 돌보아야할 꽃들이 아니었다. 비국교도는 공직이나 법조계, 군인, 학계와 같은 특정 직업에 진출할 수 없었다. 리처드는 결핵을 앓고 있었고 절벽에서 떨어져 크게 다쳤다. 1810년 아버지가 44세의 나이로 사망하자 가족은 아무런 의지할 곳도 재산도 없이 구빈법의 선처만 바라는 신세가 되었다. 가족은 아버지가 죽은 뒤에도 역마차가 서는 여관 옆에 가판을 세우고 계속하여 화석을 수집하여 팔았다.
애닝이 발견한 화석 가운데 최초로 널리 알려진 것은 12살이 되던 1811년에 발견한 4 피트 크기의 어룡 두개골이다. 애닝은 두개골을 발견한 몇달 뒤 나머지 골격도 발견하였다. 라임 리지스 인근의 콜웨이의 영주였던 노포크 주 샌드링검의 헨리 호스트 헨레이가 23 파운드에 이것을 구매한 뒤유명한 화석 수집가이자 런던에서 전시관을 운영하던 윌리엄 벌록에게 되팔았다. 이 발견은 대중의 관심을 끌었는데 당시 영국인 대부분은 창세기의 천지창조를 사실로서 믿고 있었고, 세상이 만들어진 햇수는 대략 몇 천년에 불과하다고 여겼기 때문이다. 애닝이 발견한 어룡의 화석은 생물의 역사와 지구 자체에 대한 의문을 불러일으켰다. 이 화석은 1819년 한 경매에서 "화석화된 악어"라는 이름으로 45 파운드에 낙찰되었다. 화석을 산 사람은 대영박물관의 찰스 코니그로 그는 이미 이 화석의 이름으로 어룡을 제안한 상태였다.
메리의 어머니 몰리 역시 리처드 사후 화석 장사를 하였으나 그녀 스스로 수집까지 하였는지는 분명치 않다. 1821년 후반 즈음 몰리는 대영박물관에 견본에 대한 대금 지불을 청구하는 편지를 쓴 적이 있다. 조지프는 성인이 된 후 아버지처럼 가구를 만들었다. 주로 의자를 만드는 장인이 된 후에도 조지프 역시 화석 장사를 계속하였지만 최소한 1825년 이후에는 완전히 접었다. 이 즈음 화석 장사에 관한한 메리는 가족들을 이끄는 역할을 하게 되었다.

## 버치 경매
애닝 가족의 가장 주된 고객 가운데 한 명은 토머스 제임스 버치(훗날 보스빌로 개명) 중령이었다. 링컨셔주 출신의 부유한 수집가였던 버치는 애닝에게서 여러 개의 표본을 사들였다. 1820년 버치의 집안이 파산하여 부채를 갚기 위해 가구를 내다 팔아야 할 처지가 되자 버치는 애닝이 그해 발견한 화석을 경매에 내 놓고 수익을 절반씩 나누기로 하였다. 그는 고생물학자인 기던 맨텔에게 3월 5일 쓴 편지에서 "경매품은 라임에 사는 가난한 여성과 딸이 발견한 것으로 거의 모두 과학 연구에 손색이 없을 최상품들입니다"라고 썼다. 경매는 1820년 5월 15일 런던의 벌록스에서 열렸고 약 400 파운드 이상(2010년 가치로 환산할 때 약 26,000 파운드)으로 낙찰되었다. 애닝 가족이 실재 얼마를 받았는 지는 알 수 없지만, 이 경매로 애닝은 화석 수집가들 사이에 유명새를 얻게 되어 파리나 빈에서까지 화석을 구하기 위해 애닝 가족을 방문하였다.

## 위험한 장사, 화석 상점의 운영, 전문성의 획득

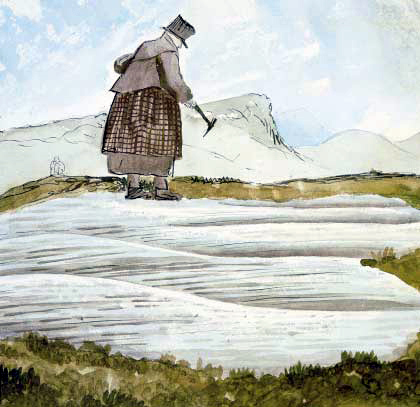
헨리 드라베시가 그린 화석을 캐는 메리 애닝
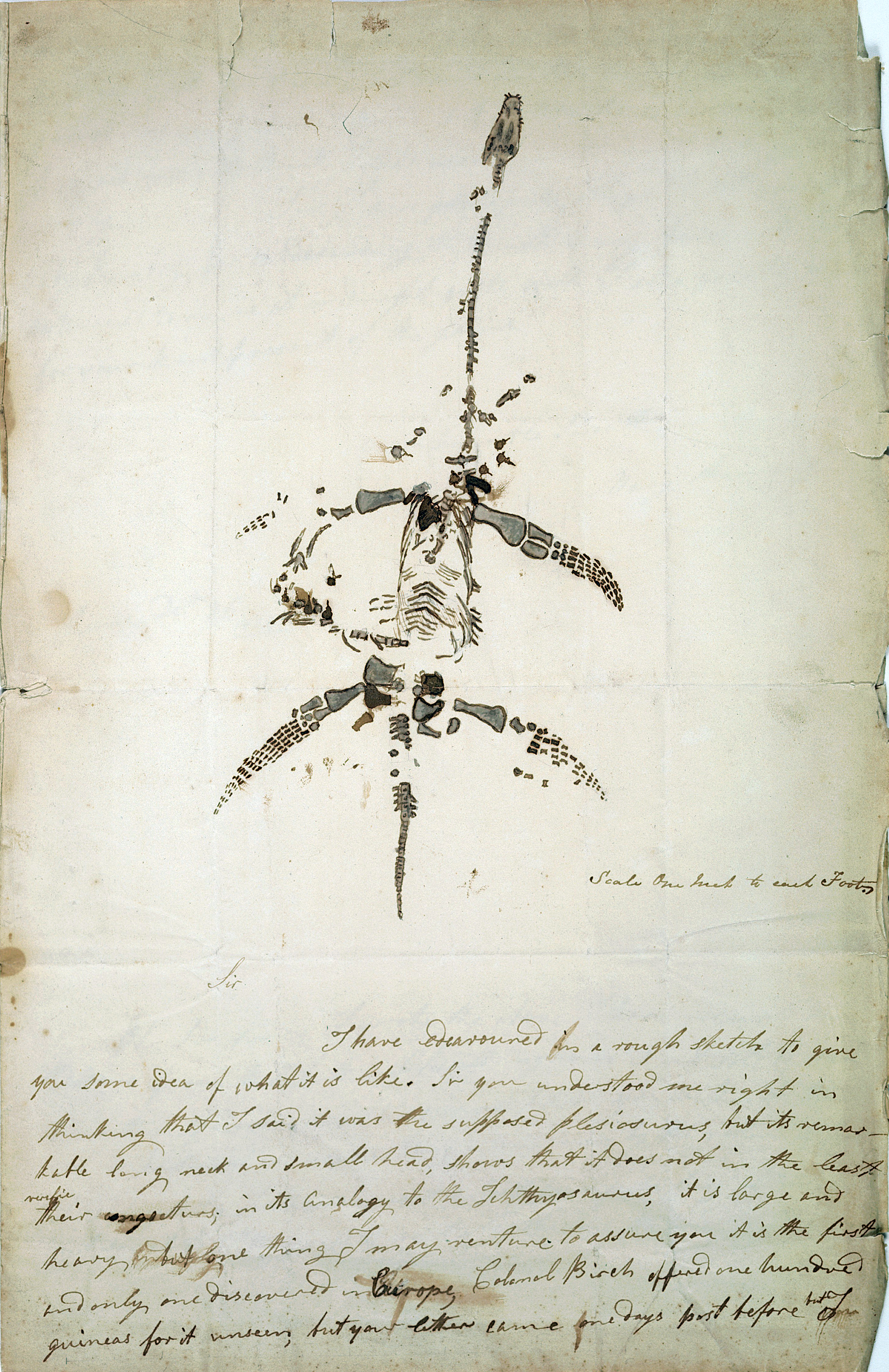
발견한 플레시오사우루스 화석을 설명하는 애닝의 편지와 그림. 1823년 12월

애닝은 계속해서 화석을 캐고 팔았다. 대부분은 쉽게 발견되는 암모나이트나 벨렘나이트의 껍질로 겨우 몇 실링에 거래되었다. 어룡과 같은 척추동물의 화석은 보다 괜찮은 값을 받을 수 있었지만, 쉽게 발견되지는 않았다. 화석 채집은 겨울철 폭풍 속에 하는 위험한 일이었다. 1823년 〈브리스톨의 광부〉에서는 다음과 같이 애닝에 대해 언급하고 있다.
| “ | 이 끈기있는 여성은 해마다 매일 중요한 화석들을 찾고 있다. 그러기 위해서는 라임의 절벽 아래를 매달리듯 하며 몇 마일씩 나간다. 절벽에서 옛 세계의 유물인 화석을 품은 돌덩이가 떨어져 나오는 순간 그것을 낚아 채야 한다. 아차 하는 순간에 돌덩이는 바다로 빠지거나 바닥에 부딪혀 깨져버리고 만다. 그러면 그 속의 화석들도 온전할 수 없다. 그녀는 대단한 채집품인 어룡을 거의 완벽하게 발굴한 솜씨를 지니고 있다. …… | ” |

1833년 겨울 결국 불행이 닥치고 말았다. 화석을 채집할 때면 늘 따라 나서던 애닝의 개가 그만 절벽에서 떨어져 나온 돌덩이에 묻히고 만 것이다. 애닝의 개 트레이는 희고 검은 색의 점박이 테리어였다. 애닝은 친구인 샤로테 머치슨에게 그해 11월에 쓴 편지에서 "너는 내가 내 늙은 개의 죽음에 크게 상심하였다고 하면 웃고 말겠지만, 사태가 난 절벽이 바로 내눈 앞에서 그 애를 덮쳐서 내 발 바로 아래에서 죽게 하였을 때 …… 나도 그 애와 똑같이 무서웠어."
애닝이 중요한 발견을 계속하자 그녀의 명성 또한 커져갔다. 1823년 12월 애닝은 최초로 플레시오사우루스의 완전한 골격을 발굴하였다. 1828년에는 영국에서는 최초로 익룡의 화석을 발견하였고 이 화석은 1829년 대영박물관에 전시되었다. 애닝은 충분한 교육을 받지 못하였음에도 다른 사람들에게서 과학책을 빌려서 읽었고, 종종 수고스럽게 필사하였다. 고생물학자인 크리스토퍼 맥고완은 애닝이 1824년 필사한 윌리엄 코니비어의 해양 파충류 화석 논문에서 애닝이 자신의 경험을 토대로 그린 일러스트레이션을 보고는 코니비어에게 논문의 원문에도 이 그림이 들어가야 한다고 강권하였다. 애닝은 화석에 대한 해부학적 지식을 높이기 위해 물고기나 오징어와 같은 현생 생물을 해부하여 관찰하였다. 런던시 서기관이었던 실베스터의 아내였던 헤리엇 실베스터는 1824년 애닝을 방문한 뒤 일기를 남겼다.
이 젊은 여성의 놀라운 점은 자신이 무언가를 발견하였을 때 그것이 어떤 부류의 생물의 어떤 부분인지 알기 위해 스스로 과학에 정통하게 되었다는 것이다. 그녀는 시멘트로 만든 틀 위에 뼈를 올려 놓고는 감명 깊은 그림을 그렸다. ……  그 순간 이 가난하고 볼품 없던 여성은 축복을 받은 듯 성스러운 환희에 휩싸이는 놀라운 광경을 만들었다. 그녀가 이 분야에 대해 지닌 식견은 교수나 다른 전문가와 서신을 주고 받거나 대화를 나누기에 부족함이 없었다. 그녀는 이 왕국의 모든 과학자들을 합친 것만큼 이 분야에 정통했다.

1826년 27살이던 애닝은 충분한 돈을 모아 정면에 유리창이 달린 집을 사고 "애닝의 화석 상점"을 열었다. 애닝의 작업은 이미 유명세를 타서 지역 신문이 개점 소식을 뉴스로 다룰 정도였다. 신문은 상점에 온전한 어룡 화석이 전시되었다고 보도하였다. 유럽과 아메리카에서 많은 지질학자들과 수집가들이 애닝의 가게를 방문하였다. 이들 중에는 애닝을 "정말 희안하고 재미있는 별종"이라고 묘사한 지질학자 조지 윌리엄 피더스튼하프도 있었다. 그는 1827년 새로 개관하는 뉴욕 아카데미 오브 사이언스에 전시할 화석을 주문하였다. 작센의 군주였던 프레드릭 아우구스투스 2세는 1844년 애닝의 가게에 들려 그의 자연사 수집품을 늘리기 위해 어룡 화석을 주문하였다. 그의 과학 고문이었던 카를 구스타프 카루스는 일기에 다음과 같이 적었다.
우리가 마차에서 내려 그녀의 가게로 걸어 들어가자 그곳엔 특기할만한 석화물이며 화석들이 가득했다. 어룡의 두개골이며 아름다운 암모나이트 화석과 같은 것들이 창가에 전시되어 있었다. 우리는 작은 가제 안으로 들어가 해안에서 발견한 화석들로 가득 찬 방을 구경하였다. …… 거무튀튀한 진흙을 이겨 놓은 지붕 밑에 완벽한 어룡 화속이 전시되어 있었다. 길이는 적어도 6 피트는 되었다. 이러한 것은 유럽 대륙의 많은 자연사 박물관에서도 볼 수 없는 것이었고, 나는 그 값이 15 파운드 스털링이라고 해도 그 정도면 후하다고 생각했다.

카루스는 애닝에게 수첩을 건내며 이름과 주소를 적어 달라고 하였고 그녀는 "메리 애닝"이라고 적은 뒤 수첩을 건내주며 "저는 유럽 전체에 잘 알려져 있습니다"라고 대답하였다. 시간이 흐를수록 애닝은 자신의 지식에 자신감을 가졌다. 1839년 애닝은 《저널 오브 네츄럴 히스토리》에 당시 최근 발견물로 보고된 고대 상어 화석인 히보두스의 논문에 대해 의문을 제기하는 글을 보냈다. 애닝은 자신이 이미 오래전 동일한 화석을 발견한 바 있으며 논문에 실려 있는 것과 달리 히보두스의 이빨은 곧게 뻗은 것과 굽은 것 모두 있다고 지적하였다. 저널은 그녀의 투고를 실었는데 이는 애닝이 생전에 과학 문헌에 이름을 올린 유일한 것이었다. 과학 문헌이 아닌 것으로는 그녀와 개인적으로 서신을 교환한 프란시스 어거스터 벨이 애닝의 생전에 서신을 출간한 것이 있기는 하다.

## 과학계 교류
노동계급의 여성으로서 애닝은 과학계의 국외자였다. 당시 영국 여성은 투표권도 없었고, 공직에 진출할 수도 없었으며, 대학 입학도 거부되었다.런던 지질학회는 개혁 이후에도 여성의 입회를 인정하지 않았으며 객원으로 초청하지도 않았다. 노동계급의 여성이 일반적으로 갖을 수 있었던 직업은 농업 노동이나 가사 노동, 그리고 새로 세워지는 공장일과 같은 것들이었다.
애닝은 자신이 화석을 팔던 부유한 수집자들보다 훨씬 더 화석에 대해 잘 알고 있었음에도 그녀의 발견물을 학계에 보고하는 것은 잰틀맨인 지질학자였다. 애닝은 이것이 부당하다고 생각했다. 애닝이 화석을 채집할 때 동행하곤 하였던 여성인 에너 피니는 "애닝은 세상이 그녀를 부려만 먹는다고 말했다. ……그녀가 골치를 썩는 이 작자들은 그녀의 발견물을 가져가 자기 연구라고 발표하지만, 정작 애닝은 아무런 인정도 받지 못한다. " 고 썼다. 토렌스는 애닝과 같은 노동계급에 대한 푸대접은 19세기 과학계에선 고질적이었다고 지적한다. 채석 노동자나 건설 노동자 또는 도로 노동자가 종종 화석을 발견하였지만, 이 발견물을 사들인 부유한 수집가가 과학적 영예를 가져갔다는 것이다.
많은 고생물학자들이 화석을 주문하고 수집하기 위해 혹은 해부학적 논의와 화석의 종별 분류 토론을 위해 애닝을 찾았다. 헨리 드라베시와 애닝은 드라베시가 라임에 처음 방문한 십대 시절부터 친구가 되었다. 애닝과 드라베시는 함께 화석 수집을 다녔으며 간혹 애닝의 오빠도 함께 하곤 하였다. 드라베시는 영국의 고생물학계에서 두각을 나타내는 학자가 되었다. 옥스포드 대학교에서 지질학을 강의하던 윌리엄 버클랜드는 크리스마스 휴가철이 되면 종종 애닝을 찾아 함께 화석 채집을 다녔다. 그리하여 버클랜드는 당시 어룡이나 플레시오사우루스의 위석일 것이라고 추정하였던 화석이 실은 분석이라는 것을 밝혀낼 수 있었다. 1839년 버클랜드와 코니베어, 그리고 리처드 오웬은 함께 라임을 방문하였다. 애닝은 이들의 화석 여행을 인도하였다.
애닝은 또한 지질학자였던 토머스 호킨스가 1830년대에 라임에서 어룡 화석을 발굴하는 것을 도왔다. 애닝은 호킨스의 화석에 대한 식견을 "향상"시켰다. 애닝은 호킨스가 "(암석을 보고) 아직 발견되지 않은 화석이 어떤 모양일지 그려볼 수 있게 되었다"고 기록하였다. 몇 년 후 호킨스는 이전 것들 보다 더 완전한 어룡 골격을 "만들어" 대영박물관에 팔았다. 화석엔 아무런 감정서도 첨부되지 않았었고 결국 가짜인 것이 들통나 사회적 스캔들이 되었다.
스위스의 고생물학자 루이스 아가시즈는 1834년 라임 리지스를 방문하여 애닝과 함께 그 지역에서 발견되는 어류 화석을 연구하였다. 그는 애닝과 그녀의 친구 엘리자베스 필펏에게서 깊은 감명을 받았다. 아가시즈는 "미스 필펏과 메리 애닝은 내게 어룡의 등지느러미가 상어의 것과 어떻게 다른 지 정확하게 설명해 주었다"고 자신의 일기에 기록하였다. 아가시즈는 자신의 책 《어류 화석 연구》에 이 때 들은 설명을 실었다.
영국 지질학계의 또다른 지도자였던 로데릭 머치슨은 라임을 포함한 잉글랜드 남부 해안에서 자신의 첫 현장 연구를 진행하면서 아내인 샤로테 머치슨과 함께 여행하였다. 머치슨은 일기에서 "아내가 라임에 몇 주 남아 애닝과 함께 화석 채집을 한 뒤로 뛰어난 화석학자가 되어 있었다"고 기록하였다. 샤로테는 이때부터 평생 애닝과 친분을 쌓고 후원하였다. 샤로테는 남편과 함께 여행하며 유럽 고생물학계의 많은 인사들을 만났고 그 때마다 애닝을 소개하여 그녀의 고객을 늘려주었다. 애닝은 1829년 런던을 방문하였을 때 머치슨가에서 머물렀다. 들현장 연구에 자신의 아내인 샤로테 머치슨을 동행하였다.
이구아노돈을 발견한 기던 맨텔 역시 애닝의 가게를 방문한 바 있다.
애닝의 후원자들 가운데 하나였던 찰스 라이엘은 바다가 라임의 절벽에 어떻게 작용하는 지를 묻는 서신을 썼고, 캠브리지 대학교에서 지질학을 강의하던 애덤 세지위크는 애닝의 가장 오랜 고객 가운데 한 명이었다. 세지위크의 학생 가운데에는 찰스 다윈이 있었다.

## 경영난과 개종

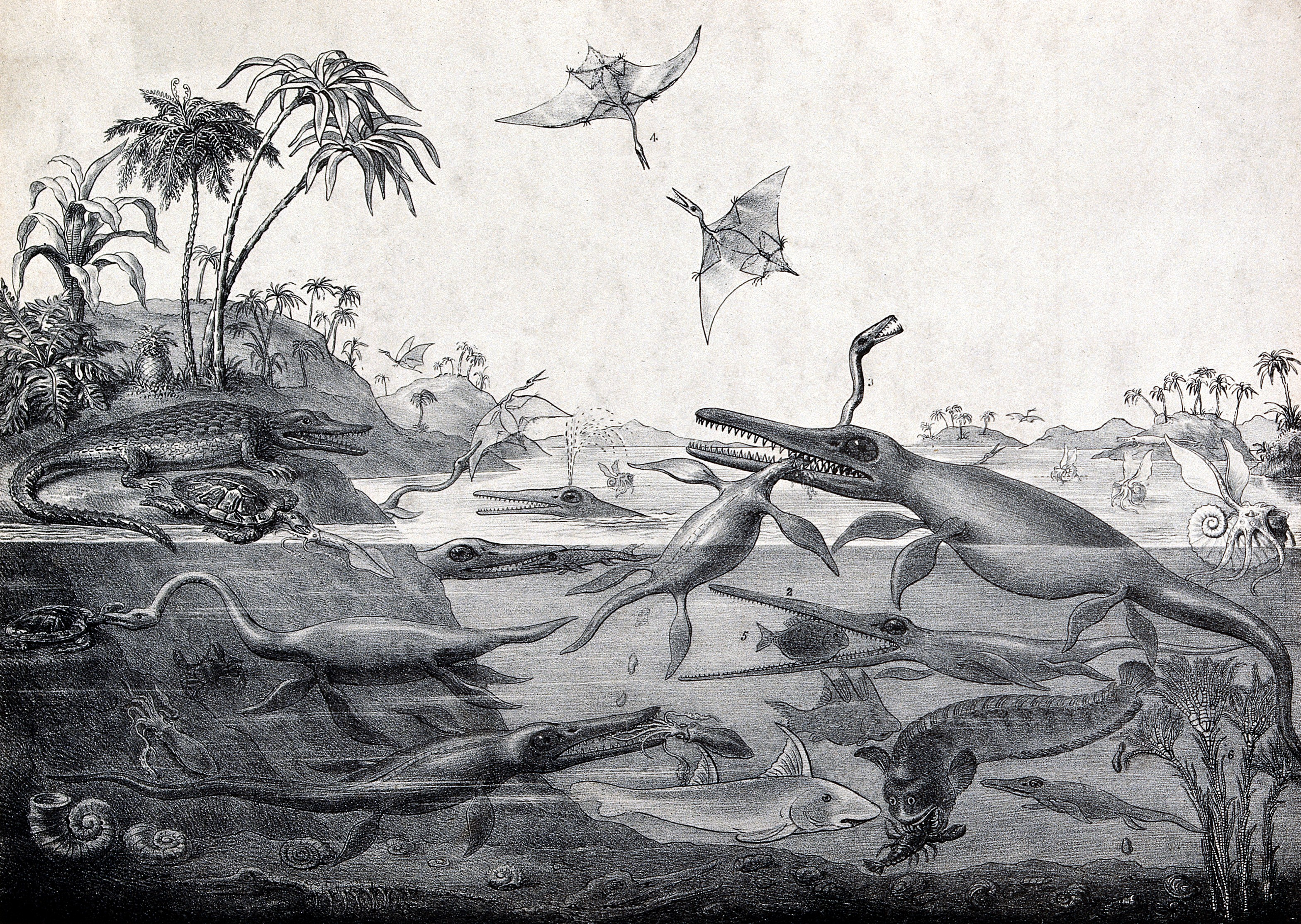
드라베시의 수채화를 바탕으로 제작된 석판화 도해 《두리아 안티퀴오르》수중 고생물의 복원도이다.

1830년 영국에 닥친 경제 불황으로 화석 수요가 줄고 새로운 중요한 발견물도 나오지 않자 애닝은 다시 재정난을 겪었다. 그녀의 친구였던 고생물학자 헨리 드라베시는 애닝의 도움을 받아 고생물의 복원도를 수채화로 그린 후 화가였던 게오르그 요한 샤르프에게 석판화 제작을 의뢰하였다. 《두리아 안티퀴오르》는 도짓에서 애닝이 발견한 화석을 토대로 제작된 고생물 복원 삽화이다. 드라베시는 석판화를 인쇄하여 그의 동료 고생물학자들과 다른 부유한 친구들에게 팔고 그 수익을 애닝에게 돌렸다. 이 석판화는 지구의 연대가 당시 일반인이 믿었던 것보다 매우 오래 되었음을 보여주는 최초의 사례 가운데 하나로 사람들 사이에 회자되었다. 1830년 12월 애닝은 마침내 새로운 중요한 발견에 성공하였다. 새로운 종류의 플레시오사우르스 골격을 발굴한 것이다. 이 새 화석은 200 파운드에 팔렸다.
이 즈음에 애닝은 회중 교회 출석을 중단하고 성공회로 개종하였다. 그 후로도 그녀의 가족은 여전히 회중 교회를 다녔다. 애닝이 회중 교회 출석을 중단한 계기는 담임 목사이자 그 역시도 화석 수집가였던 존 글리드가 1828년 노예제 반대 운동을 위해 미국으로 떠난 것이었다. 그는 개척 교회에서 큰 존중을 받고 있던 에버네저 스미스와 같은 사람들과 함께 미국에 정착하였다. 한편 애닝의 고객이었던 잰틀맨 고생물학자들 가운데 버클랜드, 코니베어, 세지위크와 같은 사람들은 성공회의 성직자였다. 애닝은 독실한 기독교 신자였고 성공회에 출석한 뒤로도 회중 교회에 다닐 때와 같이 독실한 모습을 보였다.
1835년 애닝은 또 다시 심각한 재정난을 겪었고 생애에 걸쳐 수집하였던 대부분의 화석을 300 파운드의 헐 값에 처분하였지만 대금을 받을 수 없었다. BBC의 역사 담당 프로듀서 데보라 캐드버리는 애닝이 어떤 남자에게 사기를 당했다고 보는 반면, 셀리 엠링은 그 남자가 돈을 갖고 도망간 것인지 갑작스레 죽는 바람에 애닝이 돈을 받을 수 없었는 지는 명확하지 않다고 적고 있다. 전하는 바에 따라 다르긴 하지만 애닝은 심각한 위기에 처했고 그녀의 오랜 친구 윌리엄 버클랜드는 애닝이 지질학 발전에 기여한 공로를 들어 영국 과학 협회에 보조금을 요청하였고, 영국 정부에도 연금을 신청하였다. 그덕에 애닝은 매 해 25 파운드의 연금을 받을 수 있었다.

## 질병과 죽음

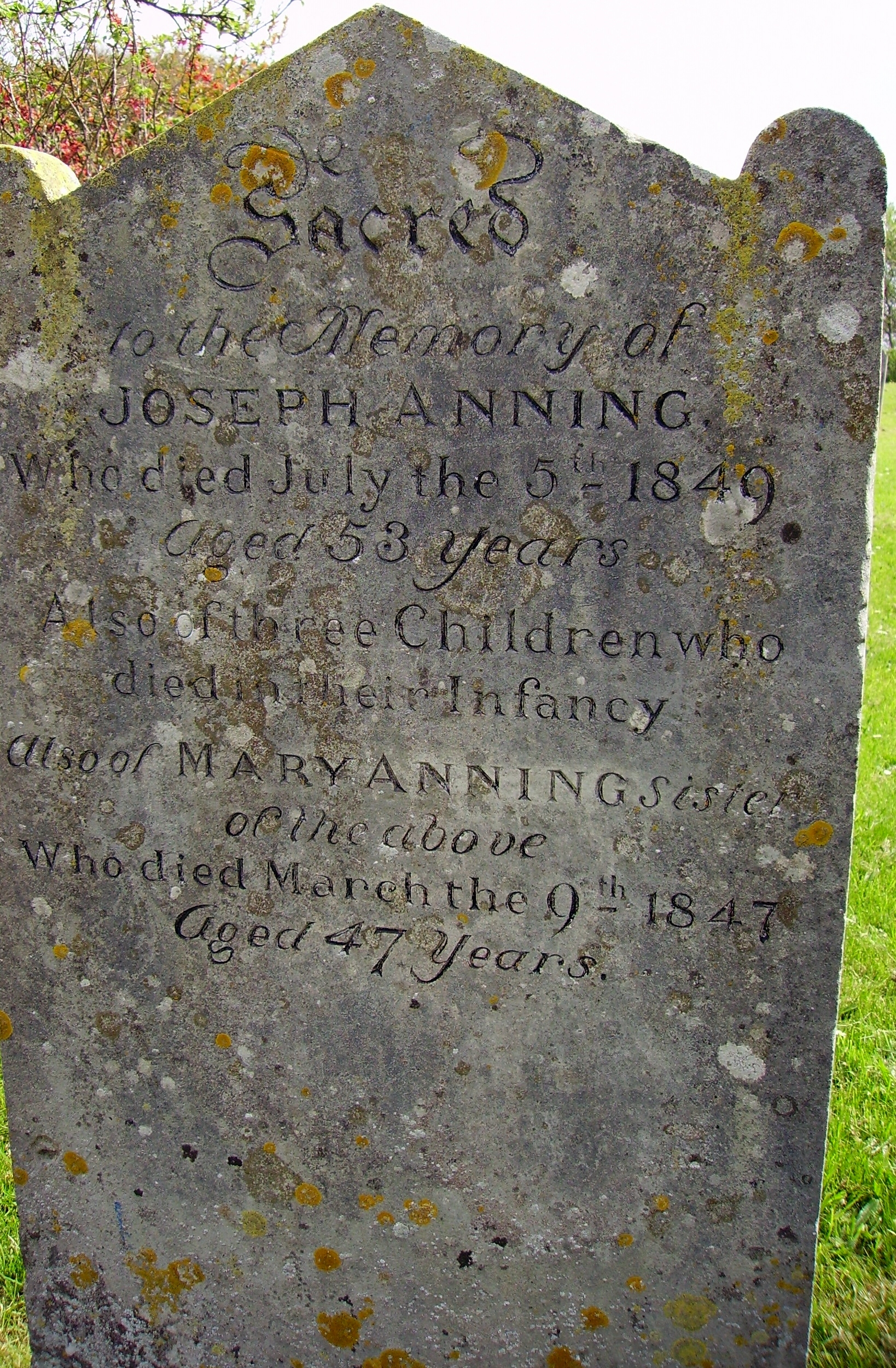
메리 애닝과 오빠 조제프 애닝의 묘비
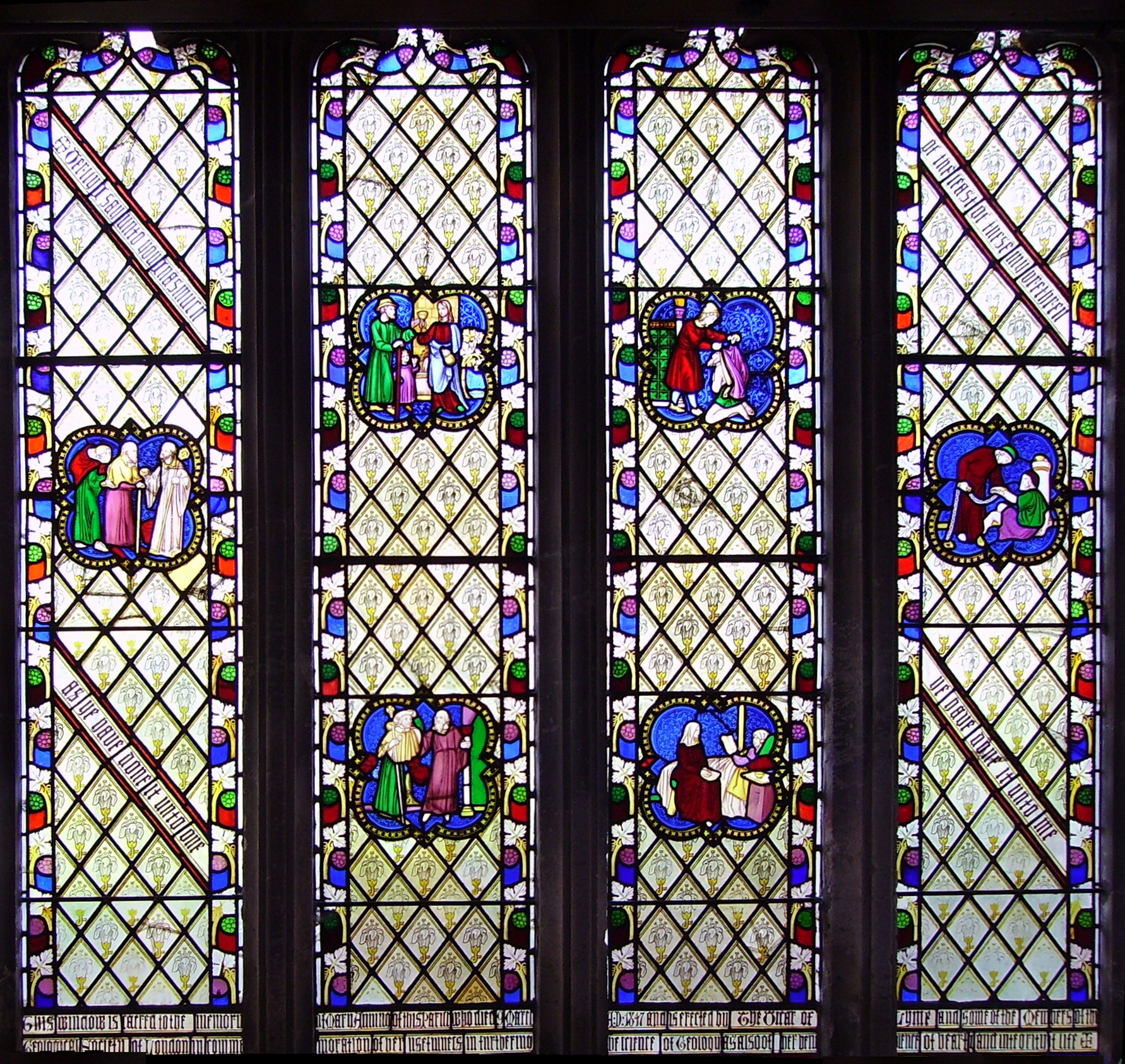
세인트 마이클 교회의 메리 애닝 창문. 애닝을 기념한 스테인드글래스로 장식되어 있다.

애닝은 1847년 3월 9일 유방암으로 죽었다. 그의 나이 47세였다. 그녀는 이미 몇 해전부터 화석 채집일을 더 이상 할 수 없는 지경이었다. 몇몇 사람들이 건내준 아편제가 오히려 더 고통을 주었다. 마을에선 애닝이 알콜 중독자가 되었다는 소문이 돌았다. 지질학회는 1846년 애닝이 암에 걸렸다는 소식을 듣고 회원들이 갹출하여 기금을 모았다. 이 기금은 애닝의 치료와 애닝의 공로를 기념하여 새로 개장한 도싯 카운티 박물관의 설립 비용으로 사용되었다. 애닝은 3월 15일 라임 교구의 세인트 마이클 교회 묘지에 묻혔다. 1850년 지질학회가 애닝을 기념한 스테인드글라스를 교회에 기증하였다. 스테인레스에는 기독교의 여섯 가지 자선 - 굶주린 자를 먹이고 목마른자 마시게 하며 헐벗은 자를 입히고 집 없는 자 쉬게하고 갖힌자와 병자를 방문하는 것 - 을 묘사하였다. 스테인드글래스 밑에는 "이 창문은 1847년 3월 9일 죽은 이 교구의 메리 애닝을 기념하기 위한 것이다. 그녀는 런던 지질학회 여러 회원의 대리자로서 지질 과학의 발전을 위해 헌신하였을 뿐만아니라 자비로운 마음으로 신실한 삶을 살았다"는 문구가 적혀있다.
애닝이 죽은 뒤 헨리 드라베시는 지질학회 회장으로서 그녀에 대한 찬사를 학회의 분기 정례 모임에서 낭독하였다. 이것은 지질학회가 최초로 발표한 여성에 대한 찬사였다. 찬사의 서두는 아래와 같다.
"나는 한 명의 죽음이 우리에게 준 손실을 알리지 않을 수 없습니다. 그녀는 학회의 편안한 자리에 있지 않았고 매일 자신의 노동으로 생계를 꾸렸습니다. 그녀의 재능과 연구가 없었다면 우리는 라임 지지스 인근의 거대 고생 파충류를 비롯한 다른 화석 생물에 대한 지식을 조금도 갖추지 못하였을 것입니다. …… "
1865년 2월 찰스 디킨스는 애닝의 생애에 대한 글을 문학 잡지인 《그 해 내내》에 발표하였다. 디킨스는 "목수의 딸은 스스로 명성을 쌓았고 그 명성에 걸맞았다"고 추도하였다.

## 참고 문헌
- Anonymous (1828), 《Another discovery by Mary Anning of Lyme. An unrivalled specimen of Dapedium politum an antediluvian fish》, 108:5599, Salisbury and Winchester Journal, 2쪽
- Berkeley, Edmund; Berkeley, Dorothy Smith (1988), 《George William Featherstonhaugh: The First U.S. Government Geologist》, University of Alabama Press
- Brice, William (2001), 《Hugh S. Torrens, History of Geology Division Award, Citation》, Geological Society of America, 2011년 7월 20일에 원본 문서에서 보존된 문서, 2017년 11월 5일에 확인함
- Cadbury, Deborah (2000), 《The Dinosaur Hunters: A True Story of Scientific Rivalry and the Discovery of the Prehistoric World》, Fourth Estate, ISBN 978-1-85702-963-5
- Carus, C.G. (1846), 《The King of Saxony's journey through England and Scotland in the year 1844》, Chapman and Hall
- Conybeare, William (1824), 《On the Discovery of an almost perfect Skeleton of the Plesiosaurus》, Geological Society of London, 2010년 1월 15일에 확인함[깨진 링크(과거 내용 찾기)]
- De la Beche, Henry; Conybeare, William (1821), 《Notice of the discovery of a new Fossil Animal, forming a link between the Ichthyosaurus and Crocodile, together -with general remarks on the Osteology of the Ichthyosaurus》, Geological Society of London, 2010년 1월 10일에 확인함
- Dean, Dennis R. (1999), “Gideon Mantell and the Discovery of Dinosaurs”, 《Gideon Mantell and the Discovery of Dinosaurs》 (Cambridge University Press): 310, Bibcode:1999gmdd.book.....D, ISBN 978-0-521-42048-8
- Dickens, Charles (February 1865), 《Mary Anning, the Fossil Finder》 13, All Year Round
- Emling, Shelley (2009), 《The Fossil Hunter: Dinosaurs, Evolution, and the Woman whose Discoveries Changed the World》, Palgrove Macmillan, ISBN 978-0-230-61156-6
- Goodhue, Thomas W. (2002), 《Curious Bones: Mary Anning and the Birth of Paleontology (Great Scientists)》, Morgan Reynolds, ISBN 978-1-883846-93-0
- Goodhue, Thomas W. (2004), 《Fossil Hunter: The Life and Times of Mary Anning (1799–1847)》, Academica Pr Llc, ISBN 978-1-930901-55-1
- Gordon, Elizabeth Oak (1894), 《The life and correspondence of William Buckland, D.D., F.R.S》, John Murray
- Grant, Johnson (1825), 《A Memoir of Miss Frances Augusta Bell》, Hatchard & Son
- Home, Everard (1814), “Some Account of the Fossil Remains of an Animal More Nearly Allied to Fishes Than Any of the Other Classes of Animals” (PDF), 《Philosophical Transactions of the Royal Society of London》 104: 571–577, doi:10.1098/rstl.1814.0029, 2010년 1월 24일에 확인함
- Home, Everard (1819), “Reasons for Giving the Name Proteo-Saurus to the Fossil Skeleton Which Has Been Described” (PDF), 《Philosophical Transactions of the Royal Society of London》 109: 212–216, doi:10.1098/rstl.1819.0016, 2010년 1월 31일에 확인함
- Howe, S. R.; Sharpe, T.; Torrens, H. S. (1981), 《Ichthyosaurs: a history of fossil 'sea-dragons'》, National Museum Wales, ISBN 978-0-7200-0232-4
- McGowan, Christopher (2001), 《The Dragon Seekers》, Persus Publishing, ISBN 978-0-7382-0282-2
- Rudwick, Martin J.S. (1992), 《Scenes from Deep Time: Early Pictorial Representations of the Prehistoric World》, The University of Chicago Press, ISBN 978-0-226-73105-6
- Rudwick, Martin J.S. (2008), 《Worlds Before Adam: The Reconstruction of Geohistory in the Age of Reform》, The University of Chicago Press, ISBN 978-0-226-73128-5
- Sharpe, T.; McCartney, Paul J. (1998), 《The Papers of H.T. De la Beche (1796–1855) in the National Museum of Wales》, National Museum Wales, ISBN 978-0-7200-0454-0
- Torrens, Hugh (1995), “Mary Anning (1799–1847) of Lyme; 'The Greatest Fossilist the World Ever Knew'”, 《The British Journal for the History of Science》 25 (3): 257–284, doi:10.1017/S0007087400033161, JSTOR 4027645
- Torrens, Hugh (2008), 〈Anning, Mary (1799–1847)〉, 《Oxford Dictionary of National Biography Online Edition》, doi:10.1093/ref:odnb/568, (구독 필요)